# Thury-en-Valois
Thury-en-Valois is een gemeente in het Franse departement Oise (regio Hauts-de-France) en telt 453 inwoners (1999). De plaats maakt deel uit van het arrondissement Senlis.

## Geografie
De oppervlakte van Thury-en-Valois bedraagt 11,3 km², de bevolkingsdichtheid is 40,1 inwoners per km².
De onderstaande kaart toont de ligging van Thury-en-Valois met de belangrijkste infrastructuur en aangrenzende gemeenten.

## Demografie
Onderstaande figuur toont het verloop van het inwonertal (bron: INSEE-tellingen).

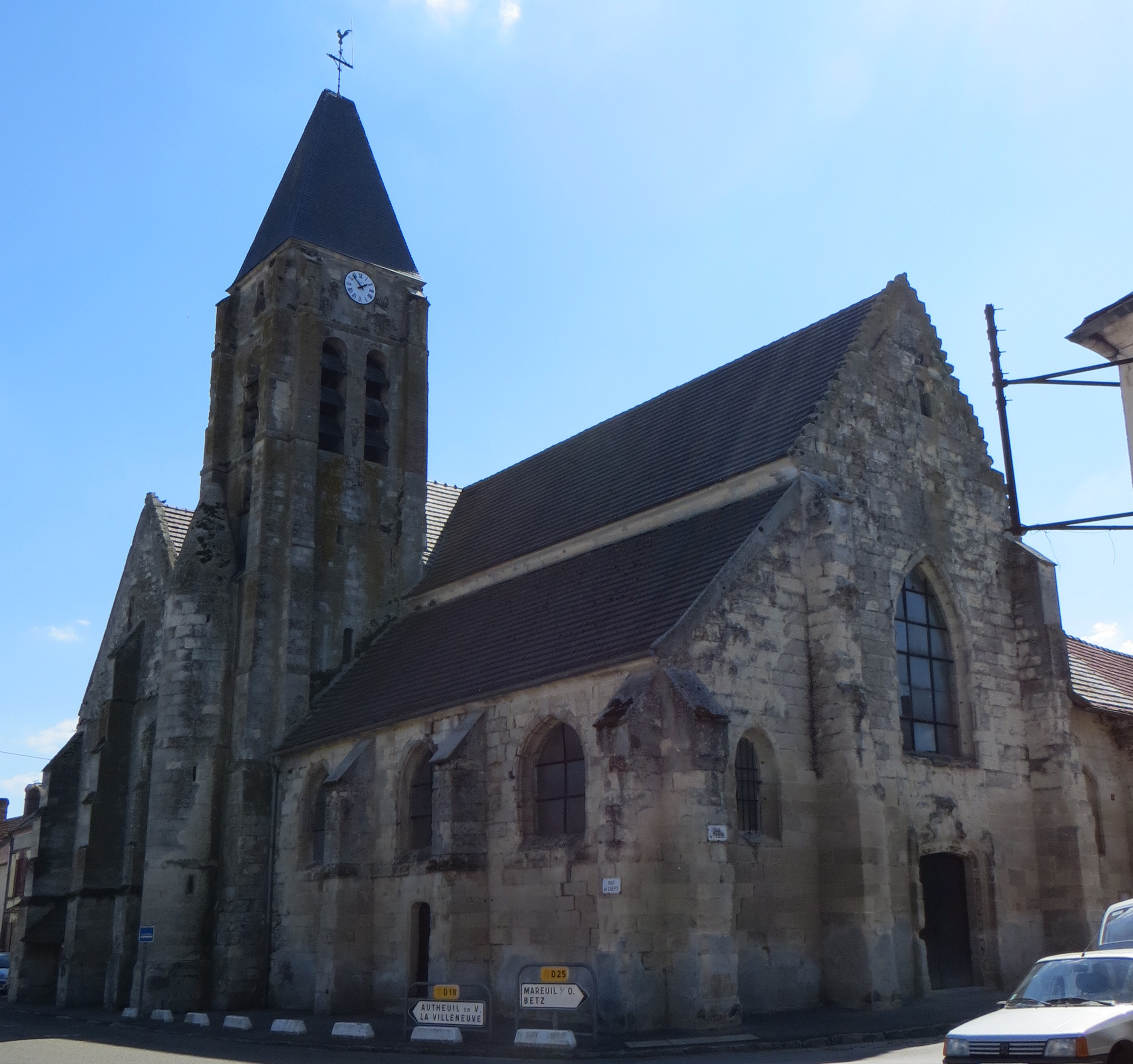
Kerk van Thury-en-Valois